# Pristimantis batrachites
Pristimantis batrachites är en groddjursart som först beskrevs av Lynch 2003.  Pristimantis batrachites ingår i släktet Pristimantis och familjen Strabomantidae. IUCN kategoriserar arten globalt som otillräckligt studerad. Inga underarter finns listade i Catalogue of Life.